# Люди против
«Люди против» (итал. Uomini contro) — кинофильм, жанра антивоенная драма  режиссёра Франческо Рози, вышедший на экраны в 1970 году. Экранизация романа Эмилио Луссу «Год на плато» (итал. Un anno sull'altipiano, 1938).
Из-за сильного сопротивления фильм был снят на белградской студии Centralni Filmski Studio Kosutnjak.

## Описание сюжета
1916 год, плато Азиаго, Альпы, Первая мировая война. Итальянская дивизия отступает после поражения от австрийцев, потеряв три тысячи человек, оставляя высоту Монте-Фьор. Командир дивизии, генерал Леоне падает с лошади, едва не скатившись в пропасть. Солдаты избивают спасшего его солдата. Австрийская кавалерия преследует итальянцев и, несмотря на огонь итальянского пулемёта, врубается в ряды противника.
Генерал Леоне приказывает взять обратно высоту, но австрийцы шквальным огнём отбивают ночную атаку. В часть прибывает молодой лейтенант Сассу, попросивший перевода на фронт с тихого участка в Трентино,  во время учёбы он был сторонником войны. Итальяцы идут в новую атаку, которая также отбивается австрийцами. Капитан посылает офицера и рядового разрезать проволочные заграждения, лейтенант понимает что туман рассеивается и не скрываясь идёт к австрийским позициям, навстречу своей гибели. 
Ночью солдаты поднимают бунт, на следующий день командование приказывает казнить каждого десятого. Сассу предлагает генералу посмотреть через бойницу в бронированной стене к которой уже пристрелялся австрийский снайпер, но судьба щадит генерала.
Леоне перед общей атакой посылает два десятка солдат, одетых в кирасы «Фарина», разрезать проволочные заграждения. Генерал уверен в неуязвимости доспехов, но австрийцы, подпустив поближе несчастных солдат, расстреливают их из пулемёта. Итальянцы бросаются в общую атаку, но австрийцы встречают их шквальным огнём пулемётов и снарядами, атака захлёбывается. Австрийцы высовываются из окопов и предлагают итальянцам отойти. Леоне из укрытия приказывает залёгшим солдатам продолжать атаку, лейтенант Оттоленги призывает их перебить своих настоящих врагов – итальянских командиров, но падает, сражённый шальной пулей.
Сассу навещает в госпитале своего товарища. Бесчеловечный полковник, глава медкомиссии посылает солдат одного за другим под трибунал, обвиняя их в самострелах. В горах начинается зима, один из солдат Сассу перебегает к противнику, но гибнет у австрийских позиций. Итальянцы поднимаются в атаку, но попадают под обстрел своей же артиллерии. Солдаты опасаются находиться в укрытии и выходят наружу, вопреки приказу майора Малькиоди. Взбешённый майор приказывает лейтенанту Сассу собрать расстрельный взвод для децимации, Сассу отказывается. Расстрельный взвод в свою очередь стреляет в воздух, Малькиоди лично расстреливает приговорённых, взвод даёт залп по майору. Услышав сигнал, итальянцы бросаются в новую атаку.
Сассу является к генералу Леоне. Недовольный уклончивыми ответами лейтенанта, генерал возлагает на него ответственность за гибель Малькиоди. Сассу признаёт свою ответственность и его расстреливают.

## Восприятие фильма
В 2015 году фильм был показан на 65-м Берлинском кинофестивале в честь Франческо Рози, умершего за несколько недель до показа. 
Альберто Анджела отметил:

«Бесчеловечность конфликта подчёркивается нелепыми приказами генерала, в том числе приказом группе солдат, защищенных очень тяжёлой и неэффективной железной броней (которая оставляет руки и ноги беззащитными), сделать проходы в заграждениях из колючей проволоки. Солдаты тотчас погибают под огнём австрийских пулемётов.» 
Оригинальный текст (итал.)
«L'inumanità del conflitto è enfatizzata dagli ordini ridicoli del generale, tra i quali la sortita di alcuni soldati per creare varchi nei reticolati nemici, protetti da una pesantissima e inefficace corazza di ferro (che lascia indifese braccia e gambe), immediatamente falciati dalle mitragliatrici austriache».
— 
Сам режиссёр Франческо Рози так отозвался о фильме:

«За фильм «Люди против» меня собирались судить за оскорбление армии, но оправдали на предварительном следствии. Фильм был бойкотирован по явному признанию тех, кто его сделал: его убрали из кинотеатров, где он проходил, под предлогом того, что поступали телефонные звонки с угрозами. Фильму выпала честь стать предметом выступлений генерала де Лоренцо, которые широко транслировались по итальянскому телевидению, которое в то время явно не стеснялось рекламировать фильм таким образом» 
Оригинальный текст (итал.)
«Per Uomini contro venni denunciato per vilipendio dell'esercito, ma sono stato assolto in istruttoria. Il film venne boicottato, per ammissione esplicita di chi lo fece: fu tolto dai cinema in cui passava con la scusa che arrivavano telefonate minatorie. Ebbe l'onore di essere oggetto dei comizi del generale De Lorenzo, abbondantemente riprodotti attraverso la televisione italiana, che a quell'epoca non si fece certo scrupolo di fare pubblicità a un film in questo modo».
— 
Хотя фильм правдиво иллюстрирует некоторые сцены из книги, фильм обвиняли в предвзятости и преувеличении драматических элементов; Марио Ригони Стерн в предисловии к изданию Эйнауди «Год на плато» отмечает, что автор романа Луссу, посмотрев фильм, подчеркнул его отличие от своего личного опыта и от книги: «... вы знаете, иногда на войне мы даже пели… »

## В ролях
- Ален Кюни — генерал Леоне
- Джан Мария Волонте — лейтенант Оттоленги
- Марк Фрешетт — лейтенант Сассу
- Джампьеро Альбертини — капитан Аббати
- Пьер Паоло Каппони — лейтенант Сантини
- Франко Грациози — майор Малькиоди
- Марио Феличиани — доктор-полковник
- Альберто Мастино — Маррази
- Брунетто Дель Вита — полковник Стрингари
- Нино Винджелли — раненый солдат
- Луиджи Пиньятелли — Авеллини
- Дария Николоди — медсестра